# Karl von Spaur
Graf Karl von Spaur (* 4. Januar 1794 in Wetzlar; † 26. Oktober 1854 in Florenz) war ein deutscher Diplomat im Dienst des Königreichs Bayern. Als Gesandter beim Heiligen Stuhl wurde er durch die Rettung von Pius IX. berühmt.

## Leben
Graf Spaur war das zweite von vier Kindern des Südtiroler Grafen Joseph Philipp von Spaur, eines Juristen am Reichskammergericht, und seiner zweiten Frau Henriette Baronin von Franckenstein (1771–1849). Karls Halbbruder Friedrich verkaufte 1812 den Besitz Winkel bei Meran und erwarb Ländereien im schwäbischen Igling und Roggenburg.
Karl von Spaur belegte zunächst „philosophische Lehrkurse“ an der Universität Salzburg. Ab 1808 studierte er Rechts- und Kameralwissenschaft an der Julius-Maximilians-Universität Würzburg, ab 1810 an der Universität Landshut und von November 1812 bis Ostern 1814 an der Friedrich-Alexander-Universität Erlangen. In Landshut wurde er Mitglied der Landsmannschaft Franconia und – wie einige Franken – in Erlangen Mitglied des Corps Baruthia (1812). In den Befreiungskriegen kämpfte er 1814 als Leutnant im (freiwilligen) Jäger-Bataillon des Illerkreises, 1815 im Kgl. Bayerischen 6. Chevaulegers-Regiment „Prinz Albrecht von Preußen“.
1818 verabschiedet, trat er in den diplomatischen Dienst der Krone Bayerns. Nachdem er Gesandtschaftssekretär an ihren Auslandsvertretungen in Berlin und Wien gewesen war, wurde er als Legationsrat zur Bundesversammlung des Deutschen Bundes in Frankfurt am Main entsandt.
1833 wurde er Geschäftsträger beim Heiligen Stuhl. Im selben Jahr heiratete er Therese verw. Dodwell geb. Gräfin Giraud aus römischem Adel, „durch ihre Schönheit, ihren Geist und ihre Vornehmheit eine der bemerkenswertesten Frauen Roms“. Seit 1838 außerordentlicher Gesandter und bevollmächtigter Minister beim Heiligen Stuhl, genoss er das volle Vertrauen der Päpste Gregor XVI. und Pius IX. wie auch der bayerischen Könige Ludwig I. und Maximilian II. Joseph. Zugleich wurde er 1850 am Sardischen Hof in Turin und 1851 am Hof des Königreichs beider Sizilien in Neapel akkreditiert.

## Familie
Spaur heiratete am 21. September 1833 in Rom Comtesse Theresia Maria Dominica Giraud (*  5. August 1799; † 27. März 1873), die Witwe des Archäologen Sir Edward Dodwell (* 1767; † 14. Mai 1832) und Nichte der Dichters Giovanni Giraud. Das Paar hatte zwei Söhne, von denen einer jung starb:
- Maximilian (* 5. Juli 1834; † 14. Juni 1896) ⚭ 1861 Freiin Mathilde Agathe von Verschuer (* 16. Juni 1841; † 6. September 1872)

## Fluchthelfer
Als 1848 die Italienische Märzrevolution ausbrach, geriet der (für Metternich) „liberale“ Pius IX. in Bedrängnis. Spaur und seine Frau verhalfen dem verkleideten Papst am 24. November 1848 zur Flucht nach Gaeta und am 4. September 1849 nach Portici bei Neapel. Als die Revolution von französischen, österreichischen, spanischen und neapolitanischen Truppen niedergeschlagen worden war, kehrte Spaur nach 17-monatigem Exil am 4. April 1850 nach Rom zurück. Acht Tage später folgte Pius in triumphaler Weise. Gräfin Spaurs italienischer Bericht über das historische Unternehmen wurde ins Französische und Deutsche übersetzt.
Schwer erkrankt und beurlaubt, starb Spaur auf der Heimreise nach Bayern mit 60 Jahren in Florenz.